# Bantan (Medan Tembung)
Bantan is een bestuurslaag in het regentschap Medan van de provincie Noord-Sumatra, Indonesië. Bantan telt 29.646 inwoners (volkstelling 2010).